# Chantal Compaoré
Pour les articles homonymes, voir Compaoré.
Chantal Compaoré, née Chantal Terrasson de Fougères est  l'épouse franco-ivoirienne de l'ancien président burkinabè Blaise Compaoré. Née à Dabou, Côte d'Ivoire, à partir de 1987, après être devenue la Première dame elle s'investit dans des œuvres caritatives au Burkina Faso. Son mari, qui a pris le pouvoir dans un coup d'État militaire sanglant en 1987 est renversé pendant le soulèvement du peuple burkinabé en 2014. Chantal Compaoré est ensuite forcée de fuir en exil dans son pays d'origine avec son époux.

## Biographie

### Débuts
Chantal Compaoré est née en 1960 en Côte d'Ivoire de Simone Vicens, qui avait des racines en Haute-Volta (actuel Burkina Faso), et du docteur Jean Terrasson Kourouma, fils né d'une relation extraconjugale de l'administrateur colonial français Henri Terrasson de Fougères, qui a servi pendant de nombreuses années en tant que gouverneur du Soudan français,. Sa famille était étroitement liée à celle de Félix Houphouët-Boigny, le premier président de la République de Côte d'Ivoire, de 1960 jusqu'à sa mort en 1993, qui avait maintenu des politiques anti-communistes fortes et était en étroites relations avec l'ancienne puissance coloniale, la France, gouvernant la Côte d'Ivoire avec un parti unique. Certaines sources ont affirmé que Chantal était en fait la fille de Félix Houphouët-Boigny, qu'il aurait eu hors mariage en 1961.
Elle rencontre le capitaine Blaise Compaoré, le 15 janvier 1985,  au moment où il est ministre d'État, ministre de la Justice du Burkina Faso, lors d'une visite du jeune officier militaire au président Houphouët-Boigny dans la capitale ivoirienne, Abidjan. Blaise Compaoré fait partie du gouvernement burkinabé pendant un an et demi, avant de lancer un coup d'État militaire contre Jean-Baptiste Ouédraogo, dans ce qui était alors la République de Haute-Volta, le 4 août 1983, en collaboration avec d'autres membres du Regroupement des officiers communistes (ROC). Après le coup d'État, il place son ami proche, le capitaine Thomas Sankara, comme président. Les deux avaient déjà été impliqués dans le coup d'État de 1980 contre Saye Zerbo.
Le couple se marie le 29 juin 1985, cinq mois après leur première rencontre. Le mariage aurait été arrangé par le président Houphouët-Boigny, qui voulait un allié au sein de l'aile gauche révolutionnaire du gouvernement du Burkina Faso, avec qui il avait été souvent en conflit par le passé,. Selon le Dr Valère Somé, ministre de l'Enseignement Supérieur et de la Recherche pendant un temps et idéologue de la politique de Sankara, Chantal Compaoré et Sankara se sont affrontés publiquement, après qu'elle a fait allusion à sa « pseudo-révolution », lors d'un dîner ou le champagne lui était interdit par Sankara.

### Première dame

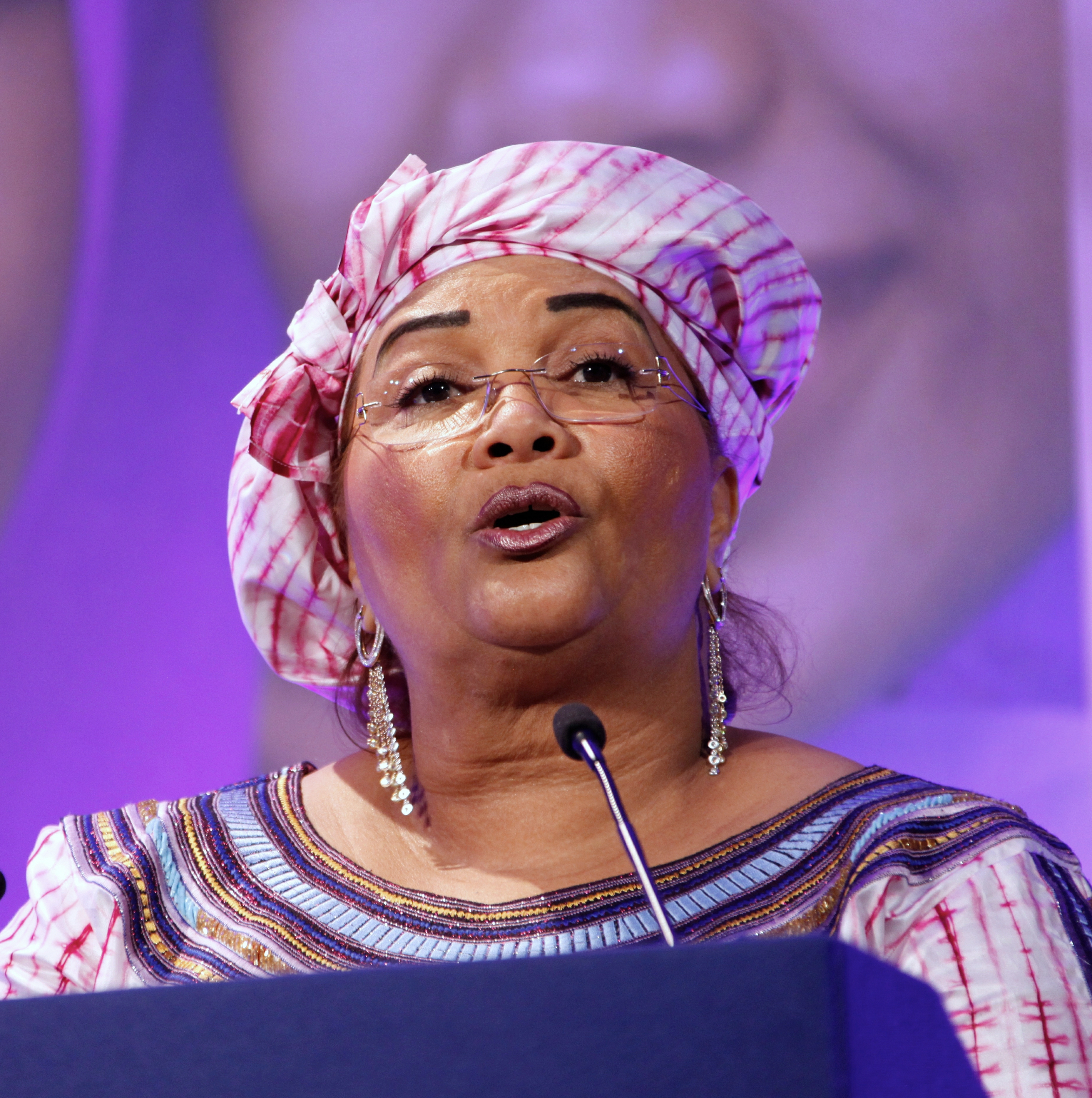
Chantal Compaoré lors d'un discours au London Summit on Family Planning, en 2012.

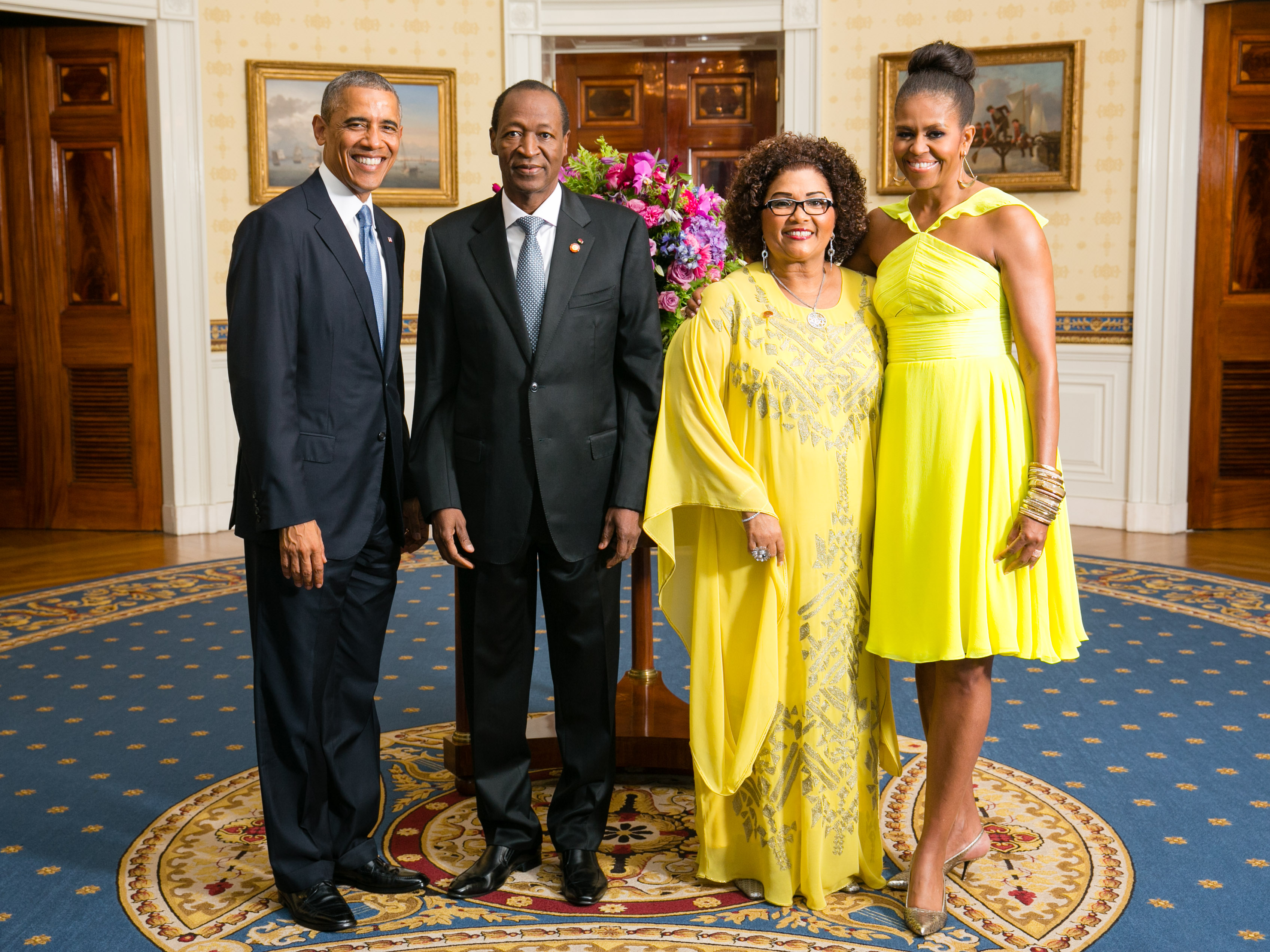
Le couple Compaoré et le couple Obama à la Maison-Blanche, en 2014.

Le 15 octobre 1987, après des tensions croissantes entre les deux hommes, Thomas Sankara, est abattu lors d'un coup d'État militaire orchestré par Blaise Compaoré. Le président Félix Houphouët-Boigny est fortement impliqué dans le coup d'État, et il y aurait eu une possible implication française,. Blaise Compaoré accède à la tête du pays en tant que président et son épouse devient la Première dame du Burkina Faso. L'épouse de son prédécesseur, Mariam Sankara, fuit le pays avec ses deux fils. Le président Compaoré allait bientôt revenir sur la plupart des réformes effectuées par Sankara.
Peu de temps après, Désirée « Daisy » Delafosse – la veuve d'Adolphe Tolbert, « sœur adoptive » de Chantal et filleule  du président Houphouët-Boigny – est arrivée au Burkina Faso. Son mari était le fils du Président William R. Tolbert, Jr, du Liberia qui avait été assassiné en 1980 par les forces de Samuel Doe, qui avait tué son père lors d'un coup d'État. Sa présence dans la tribune présidentielle, et ses liens étroits avec Houphouët-Boigny et les Compaoré, a été un facteur contributif dans le froid des relations libério-burkinabées au cours des années suivantes, ainsi que la participation militaire du Burkina Faso dans la première guerre civile libérienne, du côté de Blaise Compaoré, ami intime de Charles Taylor,,.
Blaise Compaoré va diriger la présidence du Burkina Faso pendant 27 ans, passant graduellement d'une dictature purement militaire à un État  multipartite. En 2012, le pays était classé « régime autoritaire » par l'Indice de démocratie, avec des libertés politiques restreintes, la corruption politique et des cas de violence étatique, entre autres choses. Le pays est resté aussi l'un des plus pauvres et peu développés dans le monde. Chantal Compaoré a occupé son statut de Première dame en soutenant des œuvres caritatives, à l'échelle nationale et à l'étranger, par exemple la fondation burkinabée Association pour la Protection des Enfants, en 1989, rebaptisée en Fondation Suka en 1997, qui travaille principalement par des actions en faveur des enfants à travers des soins de santé, de logement et d'amélioration de formation. En 2002, sa fondation et celle de Chantal Biya, Première dame du Cameroun, se sont réunies dans une campagne visant à enrayer la propagation du VIH/SIDA.
La Première dame a également beaucoup voyagé à l'étranger, parfois avec le président pendant ses visites officielles d'État, telles que la visite à la Maison Blanche et la rencontre avec le président américain Barack Obama et la Première dame Michelle Obama en août 2014. Elle a également écrit de nombreuses tribunes sur les questions de développement humain, par exemple la publication en 2009 d'un éditorial paru dans Le Guardian, faisant l'éloge du président Hosni Moubarak de l'Égypte et le président Yoweri Museveni de l'Ouganda, pour leurs prises de position sur les mutilations génitales féminines et en demandant plus de travail à faire à l'encontre de cette pratique en Afrique.

### Exil
Au cours de sa présidence, Blaise Compaoré a été confronté à de nombreux problèmes, notamment une relation de plus en plus tendue et crispée avec la population, comme les protestations de 2011, qui ont vu des mois de mutineries de l'armée, les manifestations de rue, grèves, incendies criminels, et ainsi de suite. Blaise Compaoré a brièvement fui la capitale, Ouagadougou pour se mettre à l'abri dans sa ville natale Ziniaré – on ne sait pas si sa femme l'a suivi. Les manifestations ont été réprimées par la force, mais ont marqué un tournant dans la longue décennie dominée par le régime Compaoré.
Le 28 octobre 2014, après que le président Compaoré a essayé de changer les limites constitutionnelles du mandat présidentiel en prévision de l'élection à venir, le soulèvement de 2014 se déclenche. Des manifestations de masse éclatent une fois de plus, en partie inspirées par la mémoire de Thomas Sankara, avec les militaires qui décidèrent alors de prendre en charge la situation. Le 31 octobre 2014, Blaise Compaoré démissionne de la présidence, dès lors son épouse n'est plus Première dame et les deux fuient le pays. Initialement, il a été rapporté que l'ancien président avait fui au Sénégal, ce qui fut démenti plus tard. Ensuite il fut rapporté qu'un convoi lourdement armé, soupçonné de transporter Compaoré était en route dans le sud en direction de Pô, ville où il avait commencé en 1983 son coup d'État militaire. Cependant, le convoi fut détourné en direction de la Côte d'Ivoire, avec le soutien du président de la République Alassane Ouattara.
Peu après leur arrivée, Radio France internationale a réussi à organiser un premier entretien avec Chantal Compaoré dans un lieu tenu secret. La désormais ex-Première Dame était arrivée à Yamoussoukro avant son mari, et l'avait initialement attendue à Korhogo, ville à proximité de la frontière burkinabée et ivoirienne. Le couple est maintenant face à un avenir incertain, avec de nombreuses poursuites au Burkina Faso – parmi lesquelles l'appel de Mariam Sankara de retour d'exil en 2007, à poursuivre Blaise Compaoré.